# Kunoy község
Kunoy község (feröeriül: Kunoyar kommuna) egy község Feröeren. Kunoy szigetet foglalja magába. Székhelye Kunoy. A Føroya Kommunufelag önkormányzati szövetség tagja.

## Történelem
A község 1931-ben jött létre Kunoy, Mikladalur és Húsar egyházközség szétválásával.

## Önkormányzat és közigazgatás

### Települések
| Település         | Népesség | Mióta a község része | Előző község                            | Megjegyzés         |
| ----------------- | -------- | -------------------- | --------------------------------------- | ------------------ |
| Haraldssund       | 73       | 1931                 | Kunoy, Mikladalur és Húsar egyházközség |                    |
| Kunoy (település) | 83       | 1931                 | Kunoy, Mikladalur és Húsar egyházközség | A község székhelye |

### Polgármesterek
- John Damberg (2009–)[6]
- Heini O. Heinesen (1977–2008)[5][7]

## Népesség
| Év              | Lakosság |
| --------------- | -------- |
| 1986. január 1. | 97       |
| 1991. január 1. | 115      |
| 1996. január 1. | 126      |
| 2001. január 1. | 141      |
| 2006. január 1. | 145      |